# ديان ميليج
ديان ميليج (بالصربية: Дејан Мелег)‏ (1 أكتوبر 1994 بباتشكي ياراك في صربيا - ) هو لاعب كرة قدم صربي في مركز الوسط. شارك مع منتخب صربيا تحت 17 سنة لكرة القدم ومنتخب صربيا تحت 19 سنة لكرة القدم. أما مع النوادي، فقد لعب مع أياكس أمستردام ونادي فويفودينا ونادي كامبور وشباب أياكس.

## روابط خارجية
- ديان ميليج على موقع الاتحاد الأوربي (الإنجليزية)
- ديان ميليج على موقع اتحاد تركيا (لاعب) (الإنجليزية)
- ديان ميليج على موقع قاعدة بيانات كرة القدم.إي يو (الإنجليزية)
- ديان ميليج على موقع Soccerbase.com (لاعب) (الإنجليزية)
- ديان ميليج على موقع Soccerway.com (الإنجليزية)
- ديان ميليج على موقع عالم كرة القدم.نت (الإنجليزية)
- ديان ميليج على موقع AS.com (الإسبانية)